# Nosferatu (banda colombiana)
Nosferatu es una banda de Black Metal originaria de Colombia.

## Historia
Nosferatu (eine simphony des Grauens - Una sinfonía del horror) nace en 1990 bajo ese nombre definitivo aunque se habían hecho llamar "Peste Negra" antes de hacer parte de la escena roquera underground de su ciudad natal. Como una simple agrupación de aficionados al heavy metal, el cine de horror, los cómics y la literatura de vampiros, guiados de la mano del por entonces joven escritor Rafael Serrano (bajo y voz), junto al artista plástico Jhon Alejandro Sánchez (batería) los hermanos Diego Peña (guitarra), y Camilo Peña (voz) asumen este nombre metafórico; la banda originalmente estuvo inspirada por la literatura de Bram Stoker y también por el tema de la licantropía, a la vez que preocupados por la 'era vacía' y los textos de Friedrich Nietzsche que de alguna manera son representados en este personaje surgido en la era victoriana y en pleno desarrollo del expresionismo. Los músicos estaban bien influenciados por el Heavy metal y el Black metal de final de los años ochenta. 
En 1992 Diego Peña pasa a compartir el lugar de guitarrista líder, con Elías Olmos quien se anima para unirse al proyecto. Como preámbulo a aquello que se convertiría en el primer Festival de Rock al Parque, la agrupación participó en el Festival CREA en 1993 (con el mencionado line-up) en un momento crucial y de empalme, cuando el metal pesado aún no tenía el reconocimiento que luego tendría en la ciudad. Allí alternaron con bandas de diversos géneros del rock como "La Giganta", "K-Nuto" y los pioneros del subgénero híbrido del speed thrash Darkness, entre muchos otros, en el escenario público conocido en Bogotá como Teatro al aire libre de la Media Torta. Esta alineación va cambiando hasta asumir el formato de trío con la llegada de Germán Arias y es así como comienza la grabación de su demo-tape «Temblor de Cielo» que fue lanzado al mercado a finales de 1995, uno de los primeros materiales de registro en estudio semi profesional y vendiendo en menos de un año 1500 copias a nivel nacional y con sobrado contacto internacional a través del correo, convirtiéndolo así en uno de los primeros demos de una banda nacional con una buena acogida por el público gracias a su buena producción. El estilo musical de esta grabación se puede definir como Experimental Black Metal. En su momento, los otros materiales bogotanos que compiten en el mercado local pertenecen a bandas como Neurosis, Bastard, Akerrak y Agony, siendo de este modo no sólo una agrupación pionera del metal nacional, sino la primera del género en esta ciudad.
En 1998 Nosferatu hace parte de una recopilación llamada «From Colombia With Hate» (en la cual participan otras 16 bandas nacionales y que hoy día es considerado un referente obligado en la escena del metal colombiano). Para antes de ese mismo año Rafael Serrano ya había dejado la banda para concentrarse en su exitoso proyecto de jazz y blues, sencillamente extenuado de las dinámicas propias del género y es entonces cuando Germán Arias toma el lugar de las voces. Mucho tiempo queda libre la vacante del bajo eléctrico y se acoge bien la entrada de Carlos Andrés Castrillon como segundo guitarrista. Es así como la banda incursiona en un sonido más potente y agresivo propio del Black metal.
En el año 2000 Nosferatu se convierte en una de las bandas de Black Metal más reconocidas del país lo cual permite que comparta escenario con la reconocida banda Griega Rotting Christ.
En 2001 Camilo Burgos se une a la banda como nuevo bajista y Edward Barragan como única voz.
En 2002 Nosferatu comparte escenario de nuevo con otra banda internacional Inquisition de U.S.A.
A finales del 2004 Jhon A Sánchez Deja la banda siendo reemplazado por Esteban Souza en la batería. Al mismo tiempo David Ibarra refuerza la alineación como nuevo teclista.
En 2006 Nosferatu entra al estudio de grabación de nuevo para trabajar en su nuevo material el cual fue lanzado en el 2007 con el nombre de "The Sing Of The Undead".
En 2008 Rafael Benavidez se une a la banda como nuevo bajista dándole un nuevo aire al sonido de Nosferatu el cual fue reforzado en 2009 cuando Dixon Sanabria y Leonardo Álvarez se unen a la alineación como nuevos guitarrista y vocalista respectivamente dejando a Nosferatu con su alineación actual la cual comenzando el año 2011 lanza un nuevo sencillo para descargar gratuitamente a través de internet titulado "Sin Or Betray" siendo un pequeño abrebocas de lo que será su próximo trabajo.

## Miembros actuales
- German Arias - Guitarra 1994-
- Rafael Benavidez - Bajo 2008-
- Leonardo Álvarez - Voz 2009-
- Esteban Souza - Batería 2004-

## Antiguos miembros
- Rafael Serrano - Bajo 1989-1996
- Diego Peña - Guitarra/Teclados 1993-1996
- Elías Olmos - Guitarra 1993
- Jhon A. Sánchez - Batería 1989-2004
- Carlos Andrés Castrillon- Guitarra 1998-2008
- Camilo Burgos - Bajo 2001-2008
- Edward Barragan - Voz 2001-2008
- David Ibarra - Teclados 2004-2012

## Discografía
- Temblor de Cielo (1995)
- From Colombia With Hate (Recopilación - 1998)
- Unrealeased Demo - «Under the Secret» - Concierto Split con la agrupación "Typhon"(1997 - ¿?)
- The Sing Of The Undead (2007)
- Sin Or Betray - Sencillo (2011)